# Rubus nefrens
Rubus nefrens är en rosväxtart som beskrevs av Liberty Hyde Bailey. Rubus nefrens ingår i släktet rubusar, och familjen rosväxter. Inga underarter finns listade i Catalogue of Life.